# Simple Mission
Simple Mission es el tercer álbum de la banda canadiense Glass Tiger. Este fue realizado por Capitol Records el 22 de marzo de 1991.
El sencillo «My Town» con Rod Stewart y con las vocales de Alan Frew, y su posición en UK fue #33. El álbum fue certificado con platino en Canadá.

## Lista de temas
1. "Blinded" (Al Connelly, Alan Frew, Dvoskin) - 4:38
2. "Animal Heart" (Connelly, Frew, Dvoskin) - 3:50
3. "Let's Talk" (Frew, Sam Reid, Jim Vallance) - 4:23
4. "Where Did Our Love Go" (Frew, Reid, Vallance) - 4:31
5. "My Town" (Connelly, Frew, Wayne Parker, Cregan) - 4:49
6. "The Rhythm of Your Love" (Connelly, Frew) - 4:38
7. "Spanish Slumber" (Frew, Reid) - 1:29
8. "Simple Mission" (Frew, Reid) - 4:34
9. "Stand or Fall" (Frew, Reid, Vallance, Sandford) - 3:59
10. "Rescued (By the Arms of Love)" (Frew, Parker, Washbrook) - 4:16
11. "One to One" (Frew, Reid, Vallance) - 4:30
12. "One Night Alone" (Frew, Reid, Vallance) - 4:06
13. "(She Said) Love Me Like a Man" (Frew, Reid, Vallance) - 4:09

Producido por Tom Werman excepto:
- track 5, producido por Tom Werman y Jim Cregan
- track 7, producido por Sam Reid
- track 11, producido por Tom Werman y Jim Vallance

## Personal
- Al Connelly - guitarras
- Wayne Parker - guitarra eléctrica
- Sam Reid - teclados
- Alan Frew - vocales

## Certificaciones
| País   | Asociación                              | Certificación | Ventas  |
| ------ | --------------------------------------- | ------------- | ------- |
| Canadá | Canadian Recording Industry Association | Platino       | 80 000+ |

## Posiciones en listas

### Sencillos
| 1991                                                     | "Animal Heart"                    | 4 | —  |
| 1991                                                     | "Rhythm of Your Love"             | 8 | —  |
| 1991                                                     | "My Town" (featuring Rod Stewart) | 8 | 33 |
| 1991                                                     | "Rescued (By the Arms of Love)"   | 8 | —  |
| "—" Indica lanzamientos que no estuvieron en los charts. |                                   |   |    |